# Jenlain
Jenlain ist eine französische Gemeinde im Département Nord in der Region Hauts-de-France. Sie gehört zum Arrondissement Avesnes-sur-Helpe und zum Kanton Aulnoye-Aymeries. Die Bewohner nennen sich Jenlinois.

## Geographie
Die Gemeinde Jenlain liegt an der Aunelle im Regionalen Naturpark Avesnois, sieben Kilometer südöstlich der Innenstadt von Valenciennes und drei Kilometer von der Grenze zu Belgien entfernt. Sie grenzt im Nordosten an Sebourg, im Osten an Wargnies-le-Grand, im Südosten an Wargnies-le-Petit und Frasnoy, im Süden und Südwesten an Villers-Pol und im Nordwesten an Curgies.

## Bevölkerungsentwicklung
| Jahr                       | 1962 | 1968 | 1975 | 1982 | 1990 | 1999 | 2006 | 2013 | 2020 |
| Einwohner                  | 845  | 907  | 962  | 978  | 1137 | 1140 | 1097 | 1113 | 1150 |
| Quellen: Cassini und INSEE |      |      |      |      |      |      |      |      |      |

## Sehenswürdigkeiten

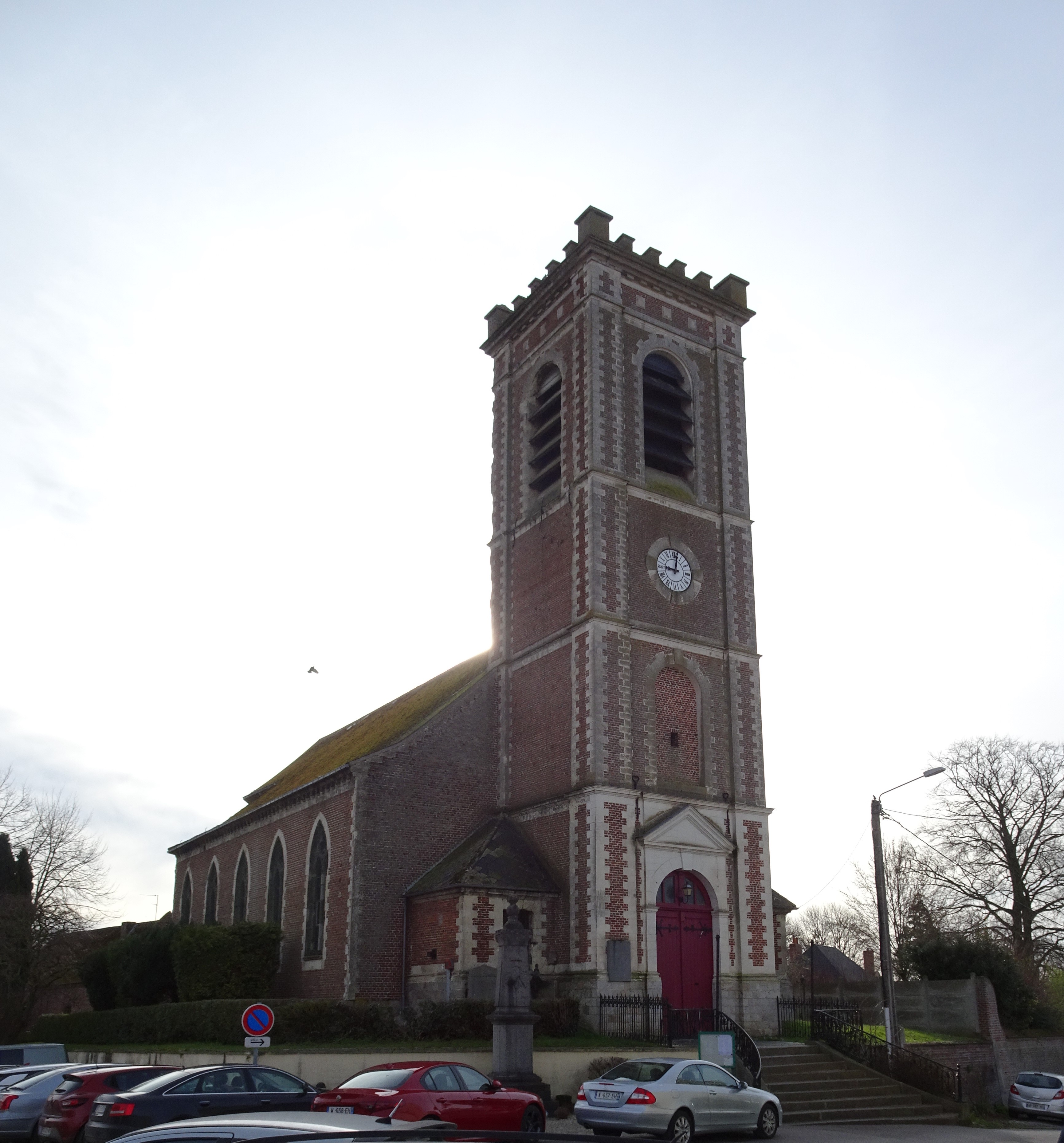
Kirche Saint-Martin
- Schloss (Monument historique)
- Kriegerdenkmal
- Taubenturm
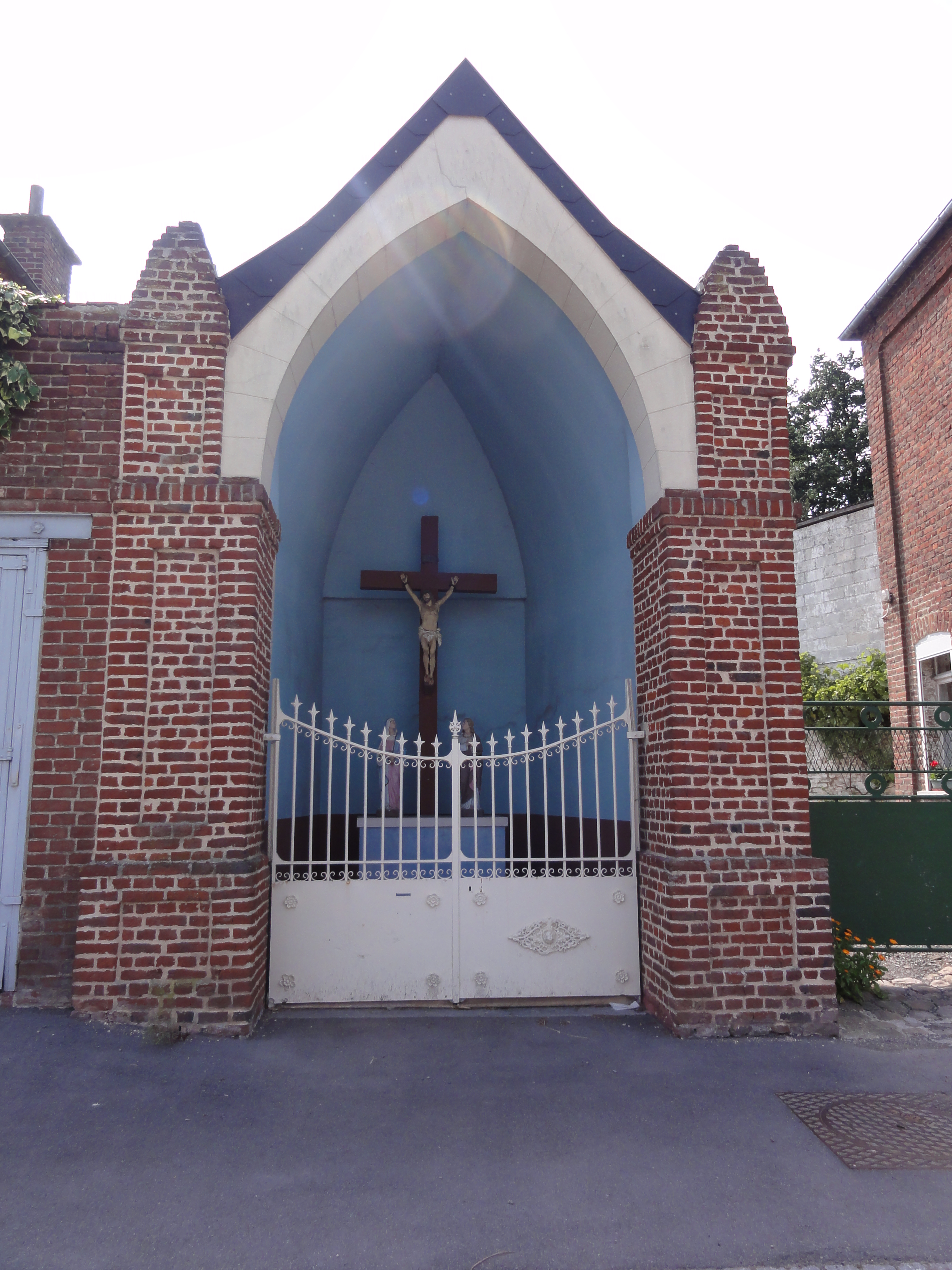
Chapelle du calvaire
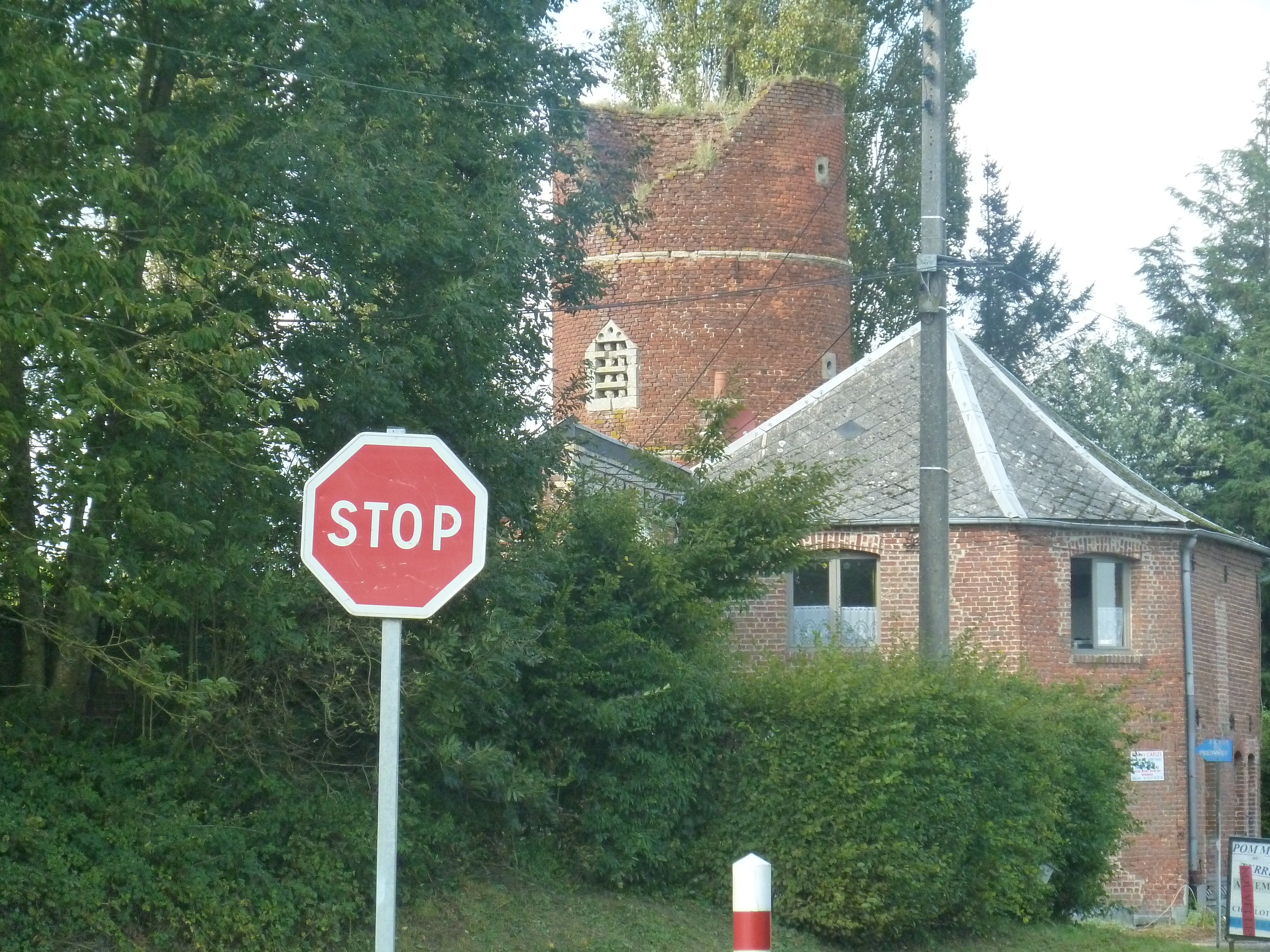
Hof mit Taubenturm
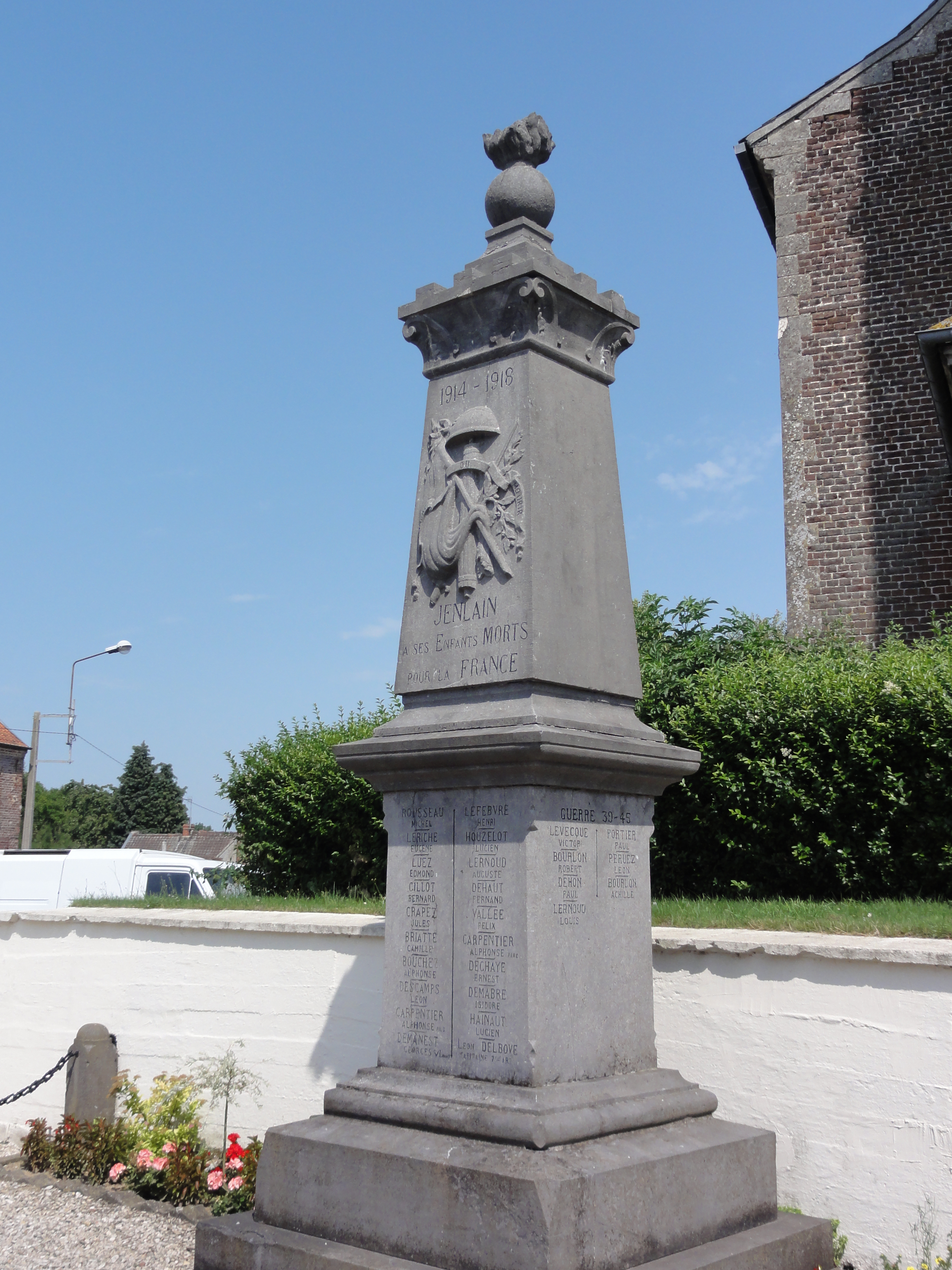
Gefallendenkmal
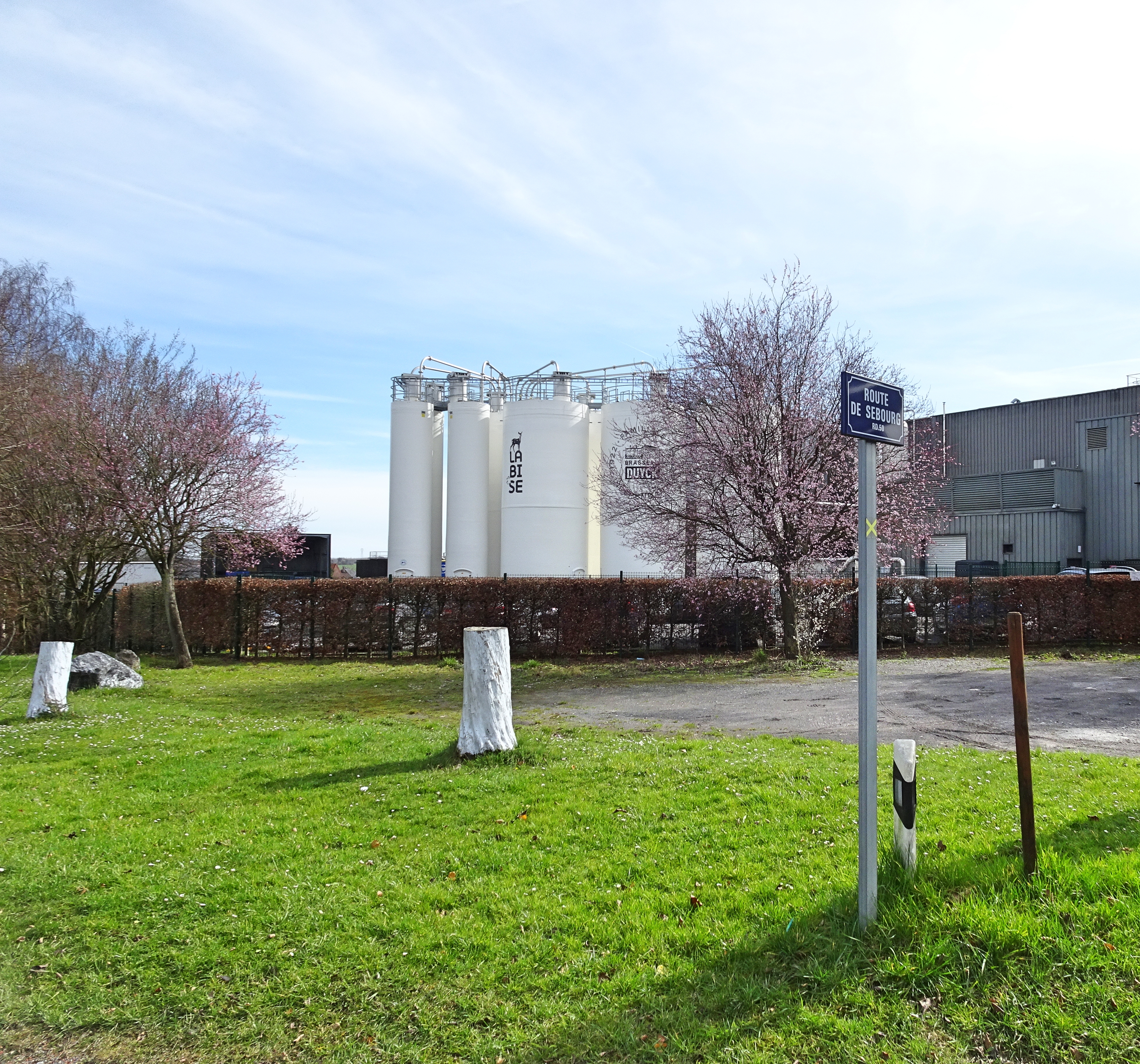
Brauerei Duyck
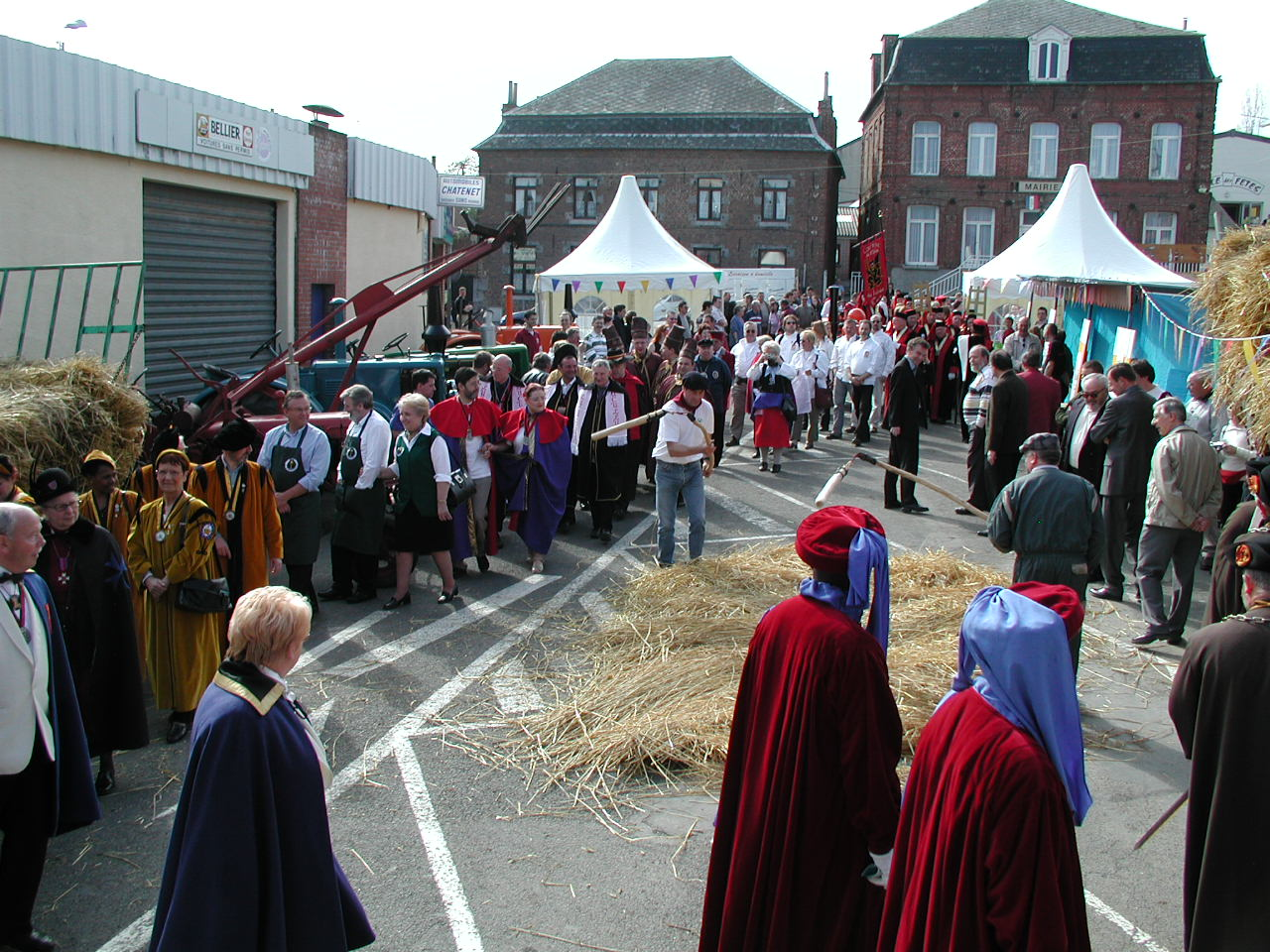
Bierfest in Jenlain
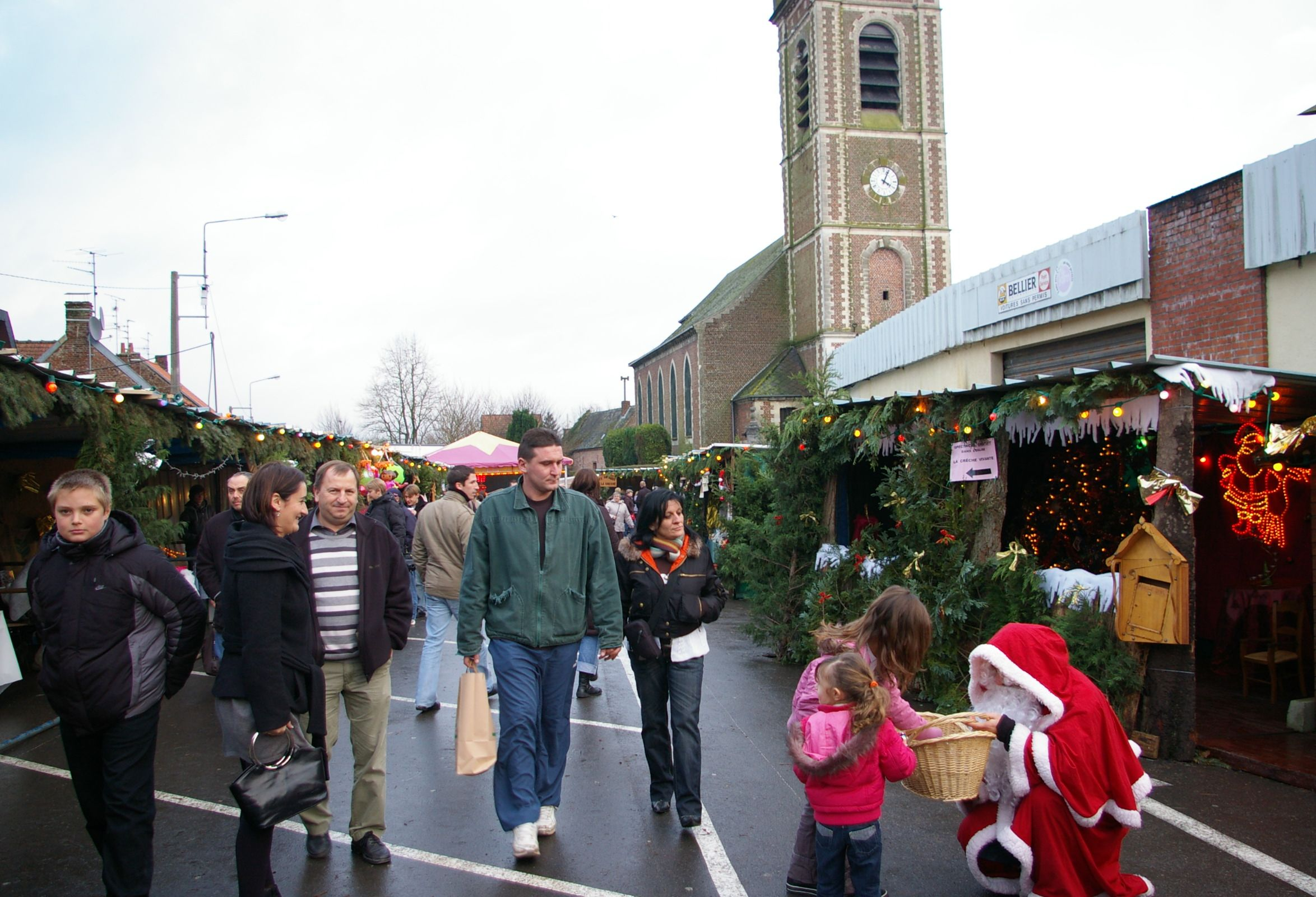
Weihnachtsmarkt in Jenlain

- Kirche Saint-Martin
- Chapelle du calvaire
- Hof mit Taubenturm
- Gefallendenkmal
- Brauerei Duyck
- Bierfest in Jenlain
- Weihnachtsmarkt in Jenlain